# Río Ken
El río Ken (en hindi: केन नदी; en inglés: Ken River) es un río del centro de la India, un afluente del río Yamuna (uno de los principales afluentes del Ganges) que discurre por los estados de Madhya Pradesh y Uttar Pradesh. Es uno de los principales ríos de la región de los Bundelkhand. El Ken tiene aproximadamente 427 kilómetros de longitud y drena una cuenca de 28.058 km², una extensión similar a la de países como Albania o Armenia.

## Geografía
El río Ken se origina cerca de la aldea de Ahirgawan, en el distrito de Katni y recorre una distancia de 427 km  antes de fusionarse con el río Yamuna en el pueblo de Chilla, cerca de Fatehpur (151.757 hab. en 2001), en Uttar Pradesh, no lejos de donde el Yamuna desemboca a su vez en el Ganges.
De la cuenca de drenaje del Ken, 12.620 km² pertenecen a la cuenca del río Sonar, su principal afluente, la totalidad de la cual se encuentra en Madhya Pradesh. Otros afluentes importantes son los ríos Bawas, Dewar, y Kaith Baink, en la margen izquierda, y los ríos Kopra y Bearma, en la derecha.
Es famoso por sus raras piedras shajar. La ciudad de Banda (134 822 hab. en 2001), en Uttar Pradesh, es la principal ciudad situada a orillas del río Ken.

## Atracciones turísticas
Las cataratas Ranneh del río Ken son una gran atracción turística y se encuentran en el parque de cocodrilo (reserva ghariyal) del parque nacional Panna. Las gargantas cerca de Ranneh caen recordando al Gran Cañón del Colorado.
Las orillas del río Ken tienen unos pocos castillos que fueron utilizados por los Rajputs de esta región para luchar contra los mogoles. Hoy en día algunos de estos castillos están ocupados por dacoits y son una causa de preocupación para la policía local. Estos castillos se encuentran en tal estado de ruina que las paredes son difíciles de ver desde abajo de la colina. Algunos de estos castillos son el destino para una buena ruta de trekking.